# Gruppo Sportivo Fascista Rovigo 1929-1930
Questa pagina raccoglie le informazioni riguardanti il Gruppo Sportivo Fascista Rovigo nelle competizioni ufficiali della stagione 1929-1930.

## Stagione
Nella stagione 1929-1930, al terzo anno di vita, il Rovigo debutta in Prima Divisione. Paga dazio all'inesperienza, piazzandosi in quindicesima ed ultima posizione con 11 punti in classifica.